# Lei da Anistia

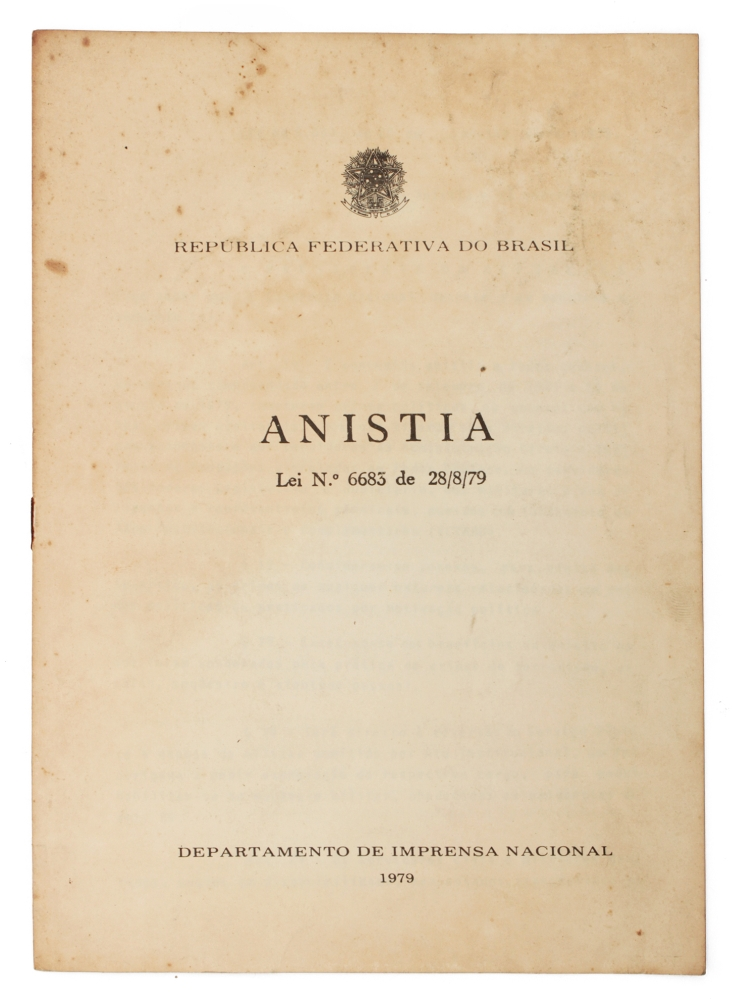
Impresso da lei da anistia em 1979.

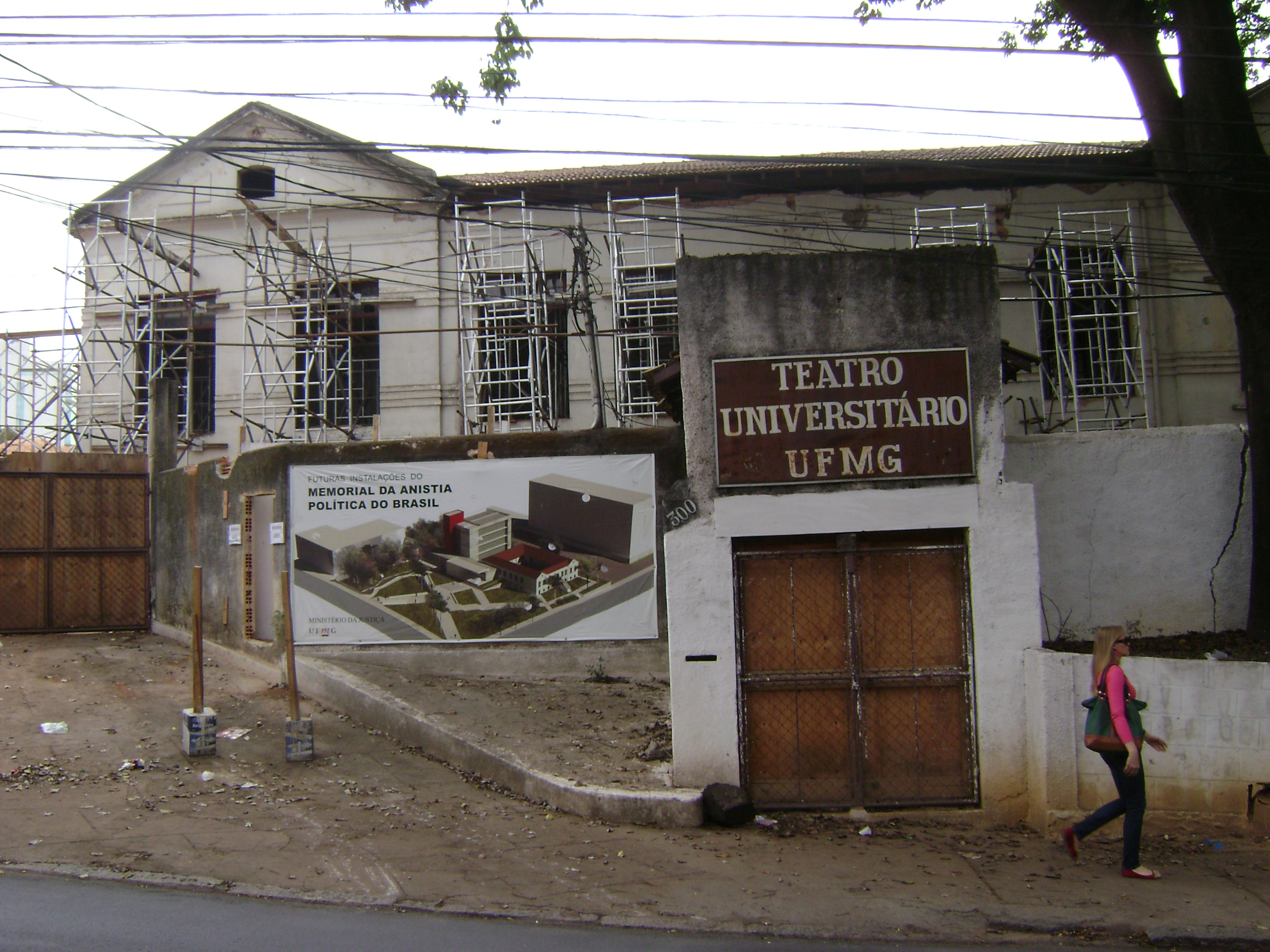
Entrada do memorial da anistia em implantação em Belo Horizonte.

A Lei da Anistia, no Brasil, é a denominação popular dada à lei n° 6.683, sancionada pelo presidente João Batista Figueiredo em 28 de agosto de 1979, após uma ampla mobilização social, ainda durante a ditadura militar.
Em sua redação original dada pelo Projeto de lei n° 14 de 1979-CN, dizia-se o seguinte:
| “ | Art. 1º É concedida anistia a todos quantos, no período compreendido entre 02 de setembro de 1961 e 15 de agosto de 1979, cometeram crimes políticos ou conexo com estes, crimes eleitorais, aos que tiveram seus direitos políticos suspensos e aos servidores da Administração Direta e Indireta, de fundações vinculadas ao poder público, aos Servidores dos Poderes Legislativo e Judiciário, aos Militares e aos dirigentes e representantes sindicais, punidos com fundamento em Atos Institucionais e Complementares e outros diplomas legais. | ” |

Embora esta tenha sido a redação original, o trecho final onde se lê "e outros diplomas legais" foi vetado por orientação do então presidente João Batista Figueiredo em mensagem apresentada à sessão conjunta do congresso nacional em 22 de agosto de 1979.

## Contexto histórico

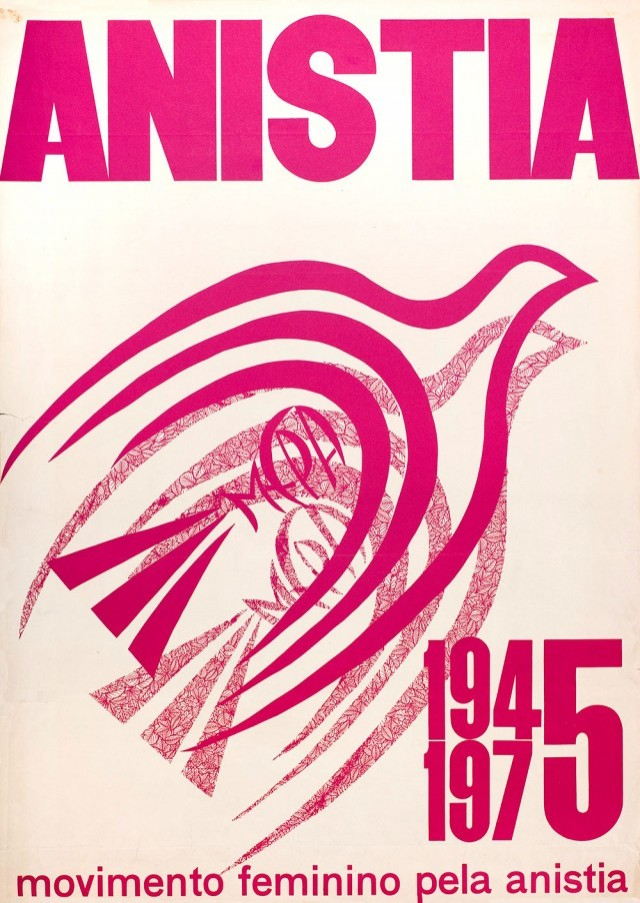
Cartaz do Movimento Feminino pela Anistia, 1975

A ditadura militar de 1964, instaurada no Brasil após a deposição do presidente João Goulart, ampliou ainda mais os seus poderes depois de 1968, com a promulgação do Ato Institucional n° 5 (AI-5), que permitiu ao Poder Executivo decretar o recesso do Congresso Nacional - na prática, dissolver o parlamento.
Na primeira metade dos anos 1970, surgiu o Movimento Feminino pela Anistia, liderado por Therezinha Zerbini. Em 1978 foi criado, no Rio de Janeiro, o Comitê Brasileiro pela Anistia, congregando várias entidades da sociedade civil, com sede na Associação Brasileira de Imprensa. A luta pela anistia aos presos e perseguidos políticos foi protagonizada por estudantes, jornalistas e políticos de oposição. No Brasil e no exterior foram formados comitês que reuniam filhos, mães, esposas e amigos de presos políticos para defender uma anistia ampla, geral e irrestrita a todos os brasileiros exilados no período da repressão política.
Em junho de 1979, o governo João Batista Figueiredo encaminhou ao Congresso Nacional o seu projeto, que atendia apenas parte dos interesses, porque excluía os condenados por atentados terroristas e assassinatos, segundo o seu art. 1º. Favorecia também os militares  e os responsáveis pelas práticas de tortura.

## Repercussões violentas
Em consequência da anistia houve dezenas de atentados, com o intuito de intimidar a sociedade, ocorridos entre 1978 e 1981. Foram anos marcados por atentados terroristas praticados por grupos de militares radicais e paramilitares que resistiam à distensão política no Brasil. A abertura política, ainda lenta, vacilava a cada novo atentado terrorista. Em todo o país, multiplicavam-se ligações anônimas com ameaças e falsos alarmes de bomba, que obrigavam a evacuação de prédios inteiros.
No Rio de Janeiro, em 30 de abril de 1981, uma bomba que deveria ser detonada durante um show no Riocentro explodiu dentro do carro dos dois militares que a transportavam, no que ficou conhecido como Atentado do Riocentro.

## A anistia dos torturadores
Enquanto, por um lado, os juristas, a Advocacia-Geral da União e, em abril de 2009, o próprio Supremo Tribunal Federal afirmam que a Lei de Anistia brasileira beneficia também os torturadores e demais agentes da ditadura (anistia "de dupla mão"), por outro lado, outros juristas e setores da sociedade discordam dessa interpretação.
Em parecer, a Advocacia-Geral da União defendeu que crimes políticos ou conexos praticados na ditadura, incluindo a tortura, foram todos perdoados pela Lei da Anistia, de 1979, alegando que a Lei da Anistia é anterior à Constituição de 1988, e por isso os efeitos do artigo constitucional que veda a anistia a torturadores não poderiam retroagir para os crimes cometidos anteriormente à sua promulgação.
Por outro lado, várias entidades de defesa dos direitos dos seres humanos, familiares de perseguidos políticos e a Ordem dos Advogados do Brasil, apoiam a tese de que a Lei de Anistia não beneficiou os "agentes do Estado" que tenham praticado torturas e assassinatos na ditadura militar, afirmando que o texto da lei não diz isso, nem poderia dizer, já que o Brasil é signatário de diversos documentos da Organização das Nações Unidas, segundo os quais a tortura é um crime comum, e imprescritível.
O Conselho Federal da OAB ingressou, em agosto de 2008, no Supremo Tribunal Federal, com uma ação (ADPF n° 153) solicitando declarar que a Lei de Anistia não inclui crimes praticados por agentes da ditadura - tortura, desaparecimento, homicídios e outros.
Em 29 de janeiro de 2010 o procurador-geral da República, Roberto Gurgel, encaminhou ao Supremo Tribunal Federal parecer em que se manifesta contrário à revisão da Lei da Anistia. Para ele, a OAB participou ativamente do processo de elaboração da lei, que tinha o objetivo de viabilizar a transição entre o regime autoritário militar e o regime democrático atual. Em 29 de abril de 2010 o Supremo rejeitou o pedido da OAB, por maioria de 7 a 2, para não ferir "os pactos que conduziram o Brasil à democracia".
A Corte Interamericana de Direitos Humanos condenou o Brasil por abster-se de investigar e condenar os culpados pelos crimes de desaparecimento forçado, mortes, tortura e prisões dos guerrilheiros do PCdoB, na famosa Guerrilha do Araguaia.
Durante os debates no Congresso Nacional para a instalação da Comissão Nacional da Verdade, foram variadas as manifestações, contra e a favor, dessa Comissão. No entanto, na maioria das manifestações, pode-se perceber o tom contrário ao "revanchismo", numa ideia de que CNV fosse julgar os torturadores e, assim, romper com os pactos políticos que formaram a democracia brasileira no pós-ditadura militar.